# North Sea Link
North Sea Link är en  högspänd likströmledning under Nordsjön mellan Norge och Storbritannien. Sjökabeln  är 722 kilometer lång och går mellan Kvilldals vattenkraftverk i Rogaland fylke och Blyth i Northumberland. Den ägs av Statnett och National Grid plc och var världens längsta sjökabel när den invigdes år 2021.
Sjökabeln under Nordsjön och landförbindelsen i Storbritannien levererades av Prysmian och lades av specialfartyget Giulio Verne. Den har förbindelse till Kvilldal genom Hylsfjorden och Suldalsvatnet. Kabeln från vattenkraftverket till den norska gränsen levererades av Nexans 
och lades av specialfartyget CS Nexans Skagerrak.